# Betty Williams
Pour les articles homonymes, voir Betty Williams (homonymie) et Williams.
Betty Williams, née le 22 mai 1943 à Belfast (Irlande du Nord, Royaume-Uni) et morte le 17 mars 2020 dans la même ville, est une militante pacifiste nord-irlandaise pour les droits de l'enfant et les droits des femmes, lauréate du prix Nobel de la paix 1976.

## Biographie
En août 1976, la voiture d'un membre de l’IRA provisoire tué par la police écrase trois enfants devant ses yeux. Betty Williams et Mairead Corrigan organisent alors une  première manifestation, réunissant 10 000 femmes des deux confessions. Elle est rapidement dispersée par les forces de police. Une semaine plus tard, une seconde manifestation a lieu dans les rues de Belfast, réunissant 35 000 femmes des deux communautés. Ce mouvement prend le nom de Mouvement des femmes pour la paix (Women’s Peace Movement).
Betty Williams reçoit avec Mairead Corrigan le prix Nobel de la paix en 1976.
Elle est membre du comité de parrainage du Tribunal Russell sur la Palestine dont les travaux ont commencé le 4 mars 2009.
Elle est membre de la fondation PeaceJam et aussi membre d'honneur du Club de Budapest.